# Pianu de Jos
Pianu de Jos (deutsch Deutsch-Pien, siebenbürgisch-sächsisch Ping oder Piin, ungarisch Alsópián) ist ein rumänisches Dorf im Kreis Alba in der Region Siebenbürgen. Es ist Teil der Gemeinde Pianu.
Der Ort ist auch bekannt unter den rumänischen Bezeichnungen Pianul Săsesc oder  Pianul din Jos, der deutschen  Deutschpien oder Deutsch-Pian und der ungarischen Szászpián.

## Lage

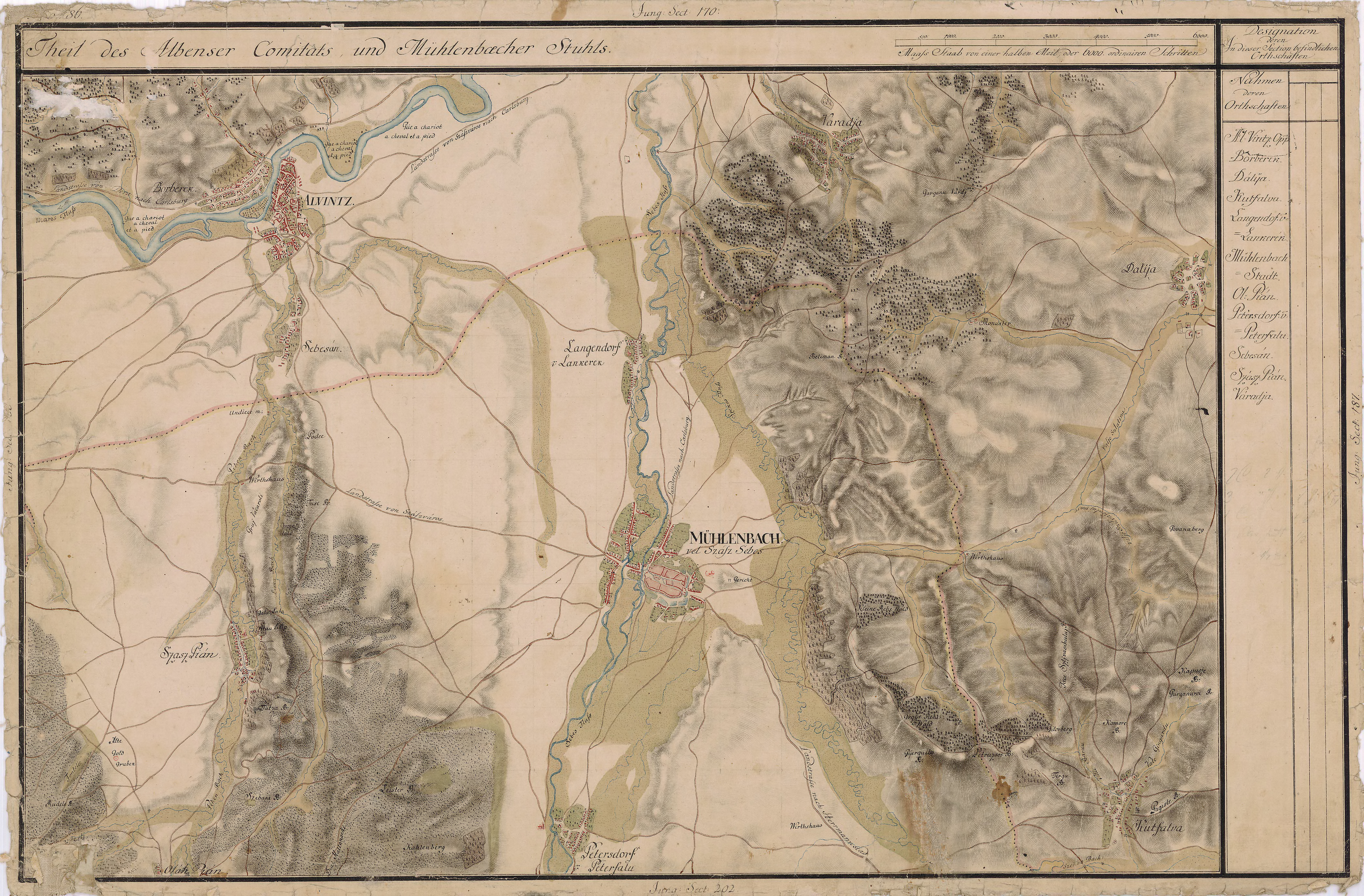
Pianu de Jos (Deutsch-Pien), in der Josephinischen Landaufnahme von 1767 bis 1773.

Pianu de Jos liegt am Fluss Pianu – einem linken Zufluss des Mureș (Mieresch) – im siebenbürgischen Unterwald, nördlich des Mühlbacher Gebirges (Munții Șureanu). An der Kreisstraße (Drum județean) DJ 104A befindet sich der Ort 4 Kilometer nördlich des Gemeindesitzes Pianu de Sus (Rumänisch-Pien) und 10 Kilometer südwestlich von Sebeș (Mühlbach).

## Geschichte
Auf dem Gebiet des Dorfes – von den Einheimischen Podei genannt – bezeugen archäologische Funde Besiedlungen der frühen Jungsteinzeit bis in die Frühe Bronzezeit. Der Ort wurde erstmals 1309 urkundlich erwähnt. Die Bewohner lebten und leben vorrangig von der Landwirtschaft und der Viehzucht.
Auf dem Gebiet des Dorfes ist 2009 ein Golfplatz für Internationale Turniere angelegt worden.

## Bevölkerung
Die Bevölkerung des Dorfes entwickelte sich wie folgt:
| 1850 | 1.625 | 1.160 | 3 | 339 | 123 |
| 1900 | 1.704 | 1.312 | - | 392 | -   |
| 1977 | 1.443 | 995   | 2 | 367 | 79  |
| 1992 | 1.142 | 1.098 | 2 | 42  | -   |
| 2002 | 1.143 | 1.102 | 5 | 24  | 12  |
| 2011 | 1.032 | 985   | 3 | 6   | 38  |

1900 wurde die größte Bevölkerungszahl des Ortes registriert. Der höchste Anteil der Deutschen (453) war im Jahre 1941, der Rumänen 1900, der Ungarn 2002 und der Roma 1850. Nach der Revolution von 1989 – seit der Massenauswanderung der Siebenbürger Sachsen – leben auch in Pianu de Jos fast durchweg Rumänen.

## Sehenswürdigkeiten
- Die evangelische Kirche, im 13. Jahrhundert errichtet,[8] ursprünglich eine dreischiffige romanische Basilika, 1798 umgebaut zur Saalkirche und der Glockenturm im 19. Jahrhundert erhöht,[9] steht unter Denkmalschutz.[3]
- Das Gedenkhaus für Augustin Bena (1880–1962), Komponist.[10]